# 日野城
日野城（ひのじょう）は、滋賀県蒲生郡日野町にあった日本の城。
歴史的には日野城というが、日野町には中世に蒲生氏が築いた音羽城と区別する必要もあり、日野の地域名をとって中野城とも呼ばれる。江戸時代は、日野城跡の一部に仁正寺藩市橋氏が仁正寺陣屋を構えた。

## 概要
蒲生定秀が天文2年（1533年）から3年ほどかけて日野の地に本格的に築城した。
蒲生氏は蒲生賢秀の代に織田信長の臣下となり、天正10年（1582年）、本能寺の変が起こった時には、賢秀とその子蒲生氏郷は織田信長の妻妾一族をこの城に迎え入れた。
天正12年（1584年）氏郷は伊勢国松ヶ島12万石に移封し、その後田中吉政、長束正家と城代が入り、慶長5年（1600年）関ヶ原の戦い以降廃城となった。
元和6年（1620年）市橋長政が中野城跡の一部に陣屋を構え仁正寺藩の陣屋として明治維新まで続いた。
遺構は、日野川ダムの建設時に大部分が破壊されたが、涼橋神社と稲荷神社の周辺に一部石垣や堀が残っている。遺構の残る主郭部の近くには、「蒲生氏郷公産湯の井戸」がある。また、仁正寺陣屋の建造物は、明治時代に西大路小学校校舎として使用された後、大正7年（1918年）に京都・相国寺の塔頭・林光院に移築され、方丈・庫裏として現存している。